# Big6 European Football League 2014
Die Big6 European Football League 2014 war die erste Saison des neu geschaffenen Wettbewerbs Big6 European Football League. Die Big6 löste den bisherigen Wettbewerb European Football League zur Ermittlung des Eurobowl-Siegers ab und trat damit an deren Stelle als höchstklassiger europäischer Wettbewerb. Das Konzept der Big6 sieht vor, dass die sechs vermeintlich stärksten Teams Europas gegeneinander antreten. Im Gegensatz zur European Football League, die weiterhin von der EFAF ausgerichtet wurde, handelte es sich bei den Ausrichtern der Big6 um die teilnehmenden Teams sowie deren Nationalverbände. Jedoch wurde die Big6 EFL durch die EFAF anerkannt. Parallel zu diesen europäischen Mannschaftswettbewerben nahmen einige andere Nationalverbände an der neu geschaffenen IFAF Europe Champions League teil, die jedoch deutlich schwächer besetzt war.

## Teilnehmer
Das Teilnehmerfeld der ersten Saison der Big6 bestand aus den vier Halbfinalisten der European Football League 2013 und wurde durch die beiden Teilnehmer des German Bowl 2013 komplettiert.
Mit den Raiffeisen Vikings Vienna war der amtierende Eurobowl-Titelträge sowie Rekordgewinner des Eurobowls im Starterfeld. Durch den Vorjahresfinalisten und dreimaligen Eurobowl-Sieger Swarco Raiders Tirol waren zugleich beide Teilnehmer der Austrian Bowl in der Big6. Die beiden stärksten nationalen Ligen, die deutsche und die österreichische, waren damit jeweils mit beiden Vorjahresfinalisten vertreten. Mit den drei weiteren ehemaligen Eurobowl-Siegern, New Yorker Lions (zwei Titel), Berlin Adler und Calanda Broncos (je ein Titel) waren alle Eurobowl-Champions der letzten elf Jahre im Teilnehmerfeld. Einzig der deutsche Vizemeister, die Dresden Monarchs, hatte noch keine internationalen Erfolge vorzuweisen.

## Gruppenphase

### Gruppe A
Mit dem amtierenden Eurobowl-Champion und österreichischen Landesmeister Raiffeisen Vikings Vienna sowie beiden Teilnehmern des German Bowls war die Gruppe A die stärker einzuschätzende Gruppe. Nachdem die ersten beiden Spiele jeweils mit einem Auswärtssieg endeten und die New Yorker Lions dabei eine positive Punktedifferenz hatten, hatte vor dem entscheidenden Spiel jede der drei Mannschaften realistische Finalchancen.
|    | Verein                    | Sp | Punkte | TD    | Diff. |
| -- | ------------------------- | -- | ------ | ----- | ----- |
| 1. | New Yorker Lions          | 2  | 2:2    | 30:24 | +6    |
| 2. | Dresden Monarchs          | 2  | 2:2    | 51:52 | −1    |
| 3. | Raiffeisen Vikings Vienna | 2  | 2:2    | 49:54 | −5    |

|                                    |                               |  |                  |                           |                  |  |                                    |
|                                    | Dresden 3. Mai 2014 16:00 Uhr |  | Dresden Monarchs | \| \| 10 : 17 \| \| \| \| | New Yorker Lions |  | Glücksgas-Stadion Zuschauer: 6.217 |
| (3:0, 0:0, 7:10, 0:7) Spielbericht | Dresden 3. Mai 2014 16:00 Uhr |  | Dresden Monarchs |                           | New Yorker Lions |  | Glücksgas-Stadion Zuschauer: 6.217 |
|                                    | 10 : 17                       |  |                  |                           |                  |  |                                    |
|                                    |                               |  |                  |                           |                  |  |                                    |

|                                   |                                     |  |                  |                           |                           |  |                                    |
|                                   | Braunschweig 17. Mai 2014 19:00 Uhr |  | New Yorker Lions | \| \| 13 : 14 \| \| \| \| | Raiffeisen Vikings Vienna |  | Eintracht-Stadion Zuschauer: 4.000 |
| (0:7, 7:0, 0:0, 6:7) Spielbericht | Braunschweig 17. Mai 2014 19:00 Uhr |  | New Yorker Lions |                           | Raiffeisen Vikings Vienna |  | Eintracht-Stadion Zuschauer: 4.000 |
|                                   | 13 : 14                             |  |                  |                           |                           |  |                                    |
|                                   |                                     |  |                  |                           |                           |  |                                    |

|                                      |                              |  |                           |                           |                  |  |                                     |
|                                      | Wien 15. Juni 2014 15:00 Uhr |  | Raiffeisen Vikings Vienna | \| \| 35 : 41 \| \| \| \| | Dresden Monarchs |  | Stadion Hohe Warte Zuschauer: 2.500 |
| (0:7, 21:14, 7:8, 7:12) Spielbericht | Wien 15. Juni 2014 15:00 Uhr |  | Raiffeisen Vikings Vienna |                           | Dresden Monarchs |  | Stadion Hohe Warte Zuschauer: 2.500 |
|                                      | 35 : 41                      |  |                           |                           |                  |  |                                     |
|                                      |                              |  |                           |                           |                  |  |                                     |

### Gruppe B
In der Gruppe B trafen die Titelträger der Jahre 2010 bis 2012. Außerdem waren alle drei Teams in den beiden vergangenen Jahren im Halbfinale um den Eurobowl. Da die beiden ersten Partien jeweils mit einer Niederlage für die Calanda Broncos endeten, kam es im letzten Gruppenspiel zum Finale um den Gruppensieg und dem damit verbundenen Einzug in den Eurobowl.
|    | Verein               | Sp | TD    | Diff. | Punkte |
| -- | -------------------- | -- | ----- | ----- | ------ |
| 1. | Berlin Adler         | 2  | 60:30 | +30   | 4:0    |
| 2. | Swarco Raiders Tirol | 2  | 50:35 | +15   | 2:2    |
| 3. | Calanda Broncos      | 2  | 37:82 | −45   | 0:4    |

|                                      |                               |  |                 |                           |                      |  |                                       |
|                                      | Chur 12. April 2014 15:00 Uhr |  | Calanda Broncos | \| \| 17 : 40 \| \| \| \| | Swarco Raiders Tirol |  | Sportplatz Ringstrasse Zuschauer: 910 |
| (0:23, 10:0, 7:17, 0:0) Spielbericht | Chur 12. April 2014 15:00 Uhr |  | Calanda Broncos |                           | Swarco Raiders Tirol |  | Sportplatz Ringstrasse Zuschauer: 910 |
|                                      | 17 : 40                       |  |                 |                           |                      |  |                                       |
|                                      |                               |  |                 |                           |                      |  |                                       |

|                                      |                               |  |              |                           |                 |  |                                                  |
|                                      | Berlin 17. Mai 2014 15:00 Uhr |  | Berlin Adler | \| \| 42 : 20 \| \| \| \| | Calanda Broncos |  | Friedrich-Ludwig-Jahn-Sportpark Zuschauer: 5.000 |
| (13:6, 15:0, 7:0, 7:14) Spielbericht | Berlin 17. Mai 2014 15:00 Uhr |  | Berlin Adler |                           | Calanda Broncos |  | Friedrich-Ludwig-Jahn-Sportpark Zuschauer: 5.000 |
|                                      | 42 : 20                       |  |              |                           |                 |  |                                                  |
|                                      |                               |  |              |                           |                 |  |                                                  |

|                                   |                                   |  |                      |                           |              |  |                                       |
|                                   | Innsbruck 14. Juni 2014 20:00 Uhr |  | Swarco Raiders Tirol | \| \| 10 : 18 \| \| \| \| | Berlin Adler |  | Tivoli Stadion Tirol Zuschauer: 5.822 |
| (3:3, 0:0, 7:8, 0:7) Spielbericht | Innsbruck 14. Juni 2014 20:00 Uhr |  | Swarco Raiders Tirol |                           | Berlin Adler |  | Tivoli Stadion Tirol Zuschauer: 5.822 |
|                                   | 10 : 18                           |  |                      |                           |              |  |                                       |
|                                   |                                   |  |                      |                           |              |  |                                       |

## Eurobowl XXVIII
Im Eurobowl standen sich mit den Lions aus Braunschweig und den Berlin Adlern zwei deutsche Mannschaften gegenüber. Das Spiel wurde zwar im Heimstadion der Adler ausgetragen, die Lions wurden jedoch offiziell als Heimmannschaft geführt.
|                                   |                                       |  |                  |                           |              |  |                                                  |
|                                   | Berlin 19. Juli 2014 14:00 Uhr (MESZ) |  | New Yorker Lions | \| \| 17 : 20 \| \| \| \| | Berlin Adler |  | Friedrich-Ludwig-Jahn-Sportpark Zuschauer: 2.368 |
| (7:7, 3:3, 0:7, 7:3) Spielbericht | Berlin 19. Juli 2014 14:00 Uhr (MESZ) |  | New Yorker Lions |                           | Berlin Adler |  | Friedrich-Ludwig-Jahn-Sportpark Zuschauer: 2.368 |
|                                   | 17 : 20                               |  |                  |                           |              |  |                                                  |
|                                   |                                       |  |                  |                           |              |  |                                                  |